# Saint-Euphraise-et-Clairizet
Saint-Euphraise-et-Clairizet is een gemeente in het Franse departement Marne (regio Grand Est) en telt 183 inwoners (1999). De plaats maakt deel uit van het arrondissement Reims.

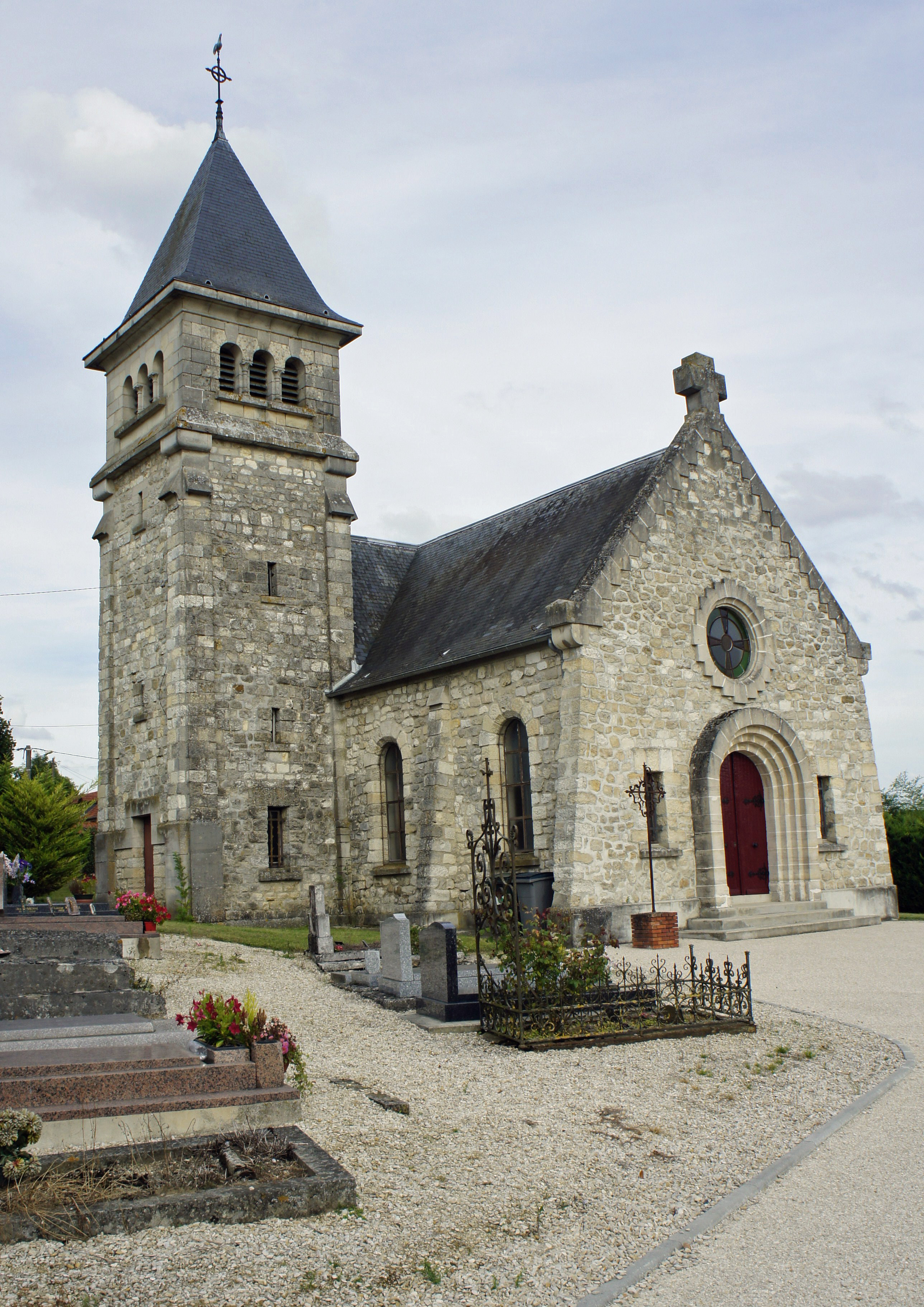
Kerk
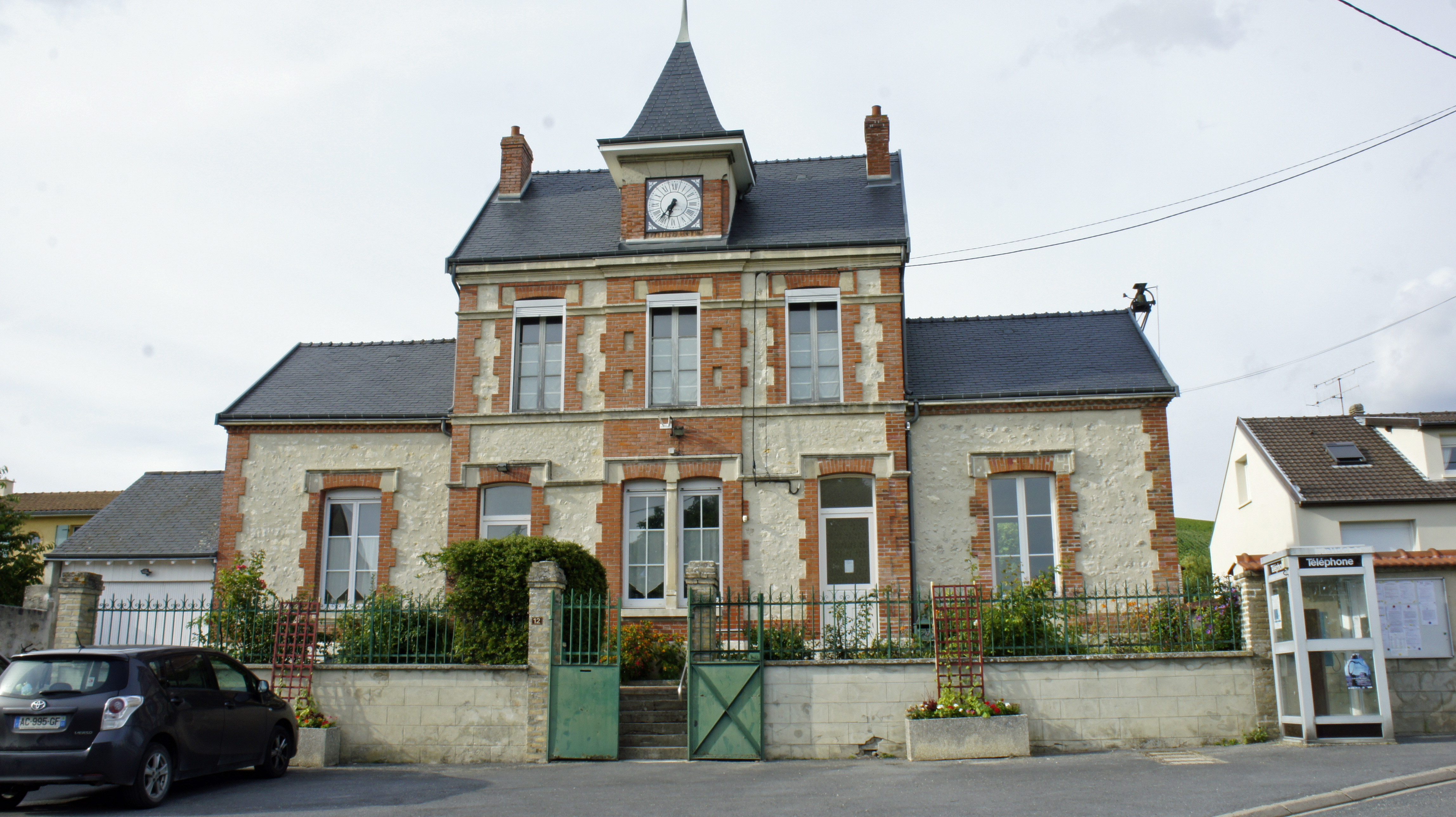
Gemeentehuis

## Geografie
De oppervlakte van Saint-Euphraise-et-Clairizet bedraagt 5,0 km², de bevolkingsdichtheid is 36,6 inwoners per km².
De onderstaande kaart toont de ligging van Saint-Euphraise-et-Clairizet met de belangrijkste infrastructuur en aangrenzende gemeenten.

## Demografie
Onderstaande figuur toont het verloop van het inwonertal (bron: INSEE-tellingen).

1. ↑  Populations de référence 2022.